# آندریا فریول

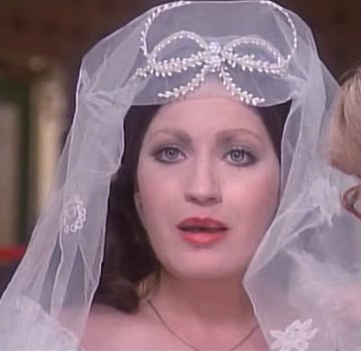

آندریا فریول (انگلیسی: Andréa Ferréol؛ زادهٔ ۶ ژانویهٔ ۱۹۴۷) یک هنرپیشه اهل فرانسه است.

## فیلم‌شناسی
از فیلم‌ها یا برنامه‌های تلویزیونی که وی در آنها نقش داشته‌است می‌توان به آثار زیر اشاره کرد.
- روز شغال (۱۹۷۳)
- شکم‌چرانی بزرگ (۱۹۷۳)
- کلوچه‌ها (فیلم) (۱۹۷۵)
- کشتار (۱۹۷۵)
- مردان مزدور (۱۹۷۶)
- تسلیم (۱۹۷۶)
- شب بخیر، آقایان و خانم‌ها (۱۹۷۶)
- نومیدی (۱۹۷۸)
- کلافه و ملول از محبت خانواده (۱۹۷۸)
- لیگابوئه (۱۹۷۸)
- طبل حلبی (فیلم) (۱۹۷۹)
- عاشقان و دروغگوها (۱۹۷۹)
- رهبر ارکستر (فیلم) (۱۹۸۰)
- آخرین مترو (۱۹۸۰)
- سه برادر (۱۹۸۱)
- آن شب در وارن (۱۹۸۲)
- قاضی (فیلم ۱۹۸۴) (۱۹۸۴)
- دوقلو (فیلم ۱۹۸۴) (۱۹۸۴)
- کنترل (فیلم ۱۹۸۷) (۱۹۸۷)
- فرانچسکو (۱۹۸۹)
- شبح اپرا (مجموعه تلویزیونی) (۱۹۹۰)
- صد و یک شب (فیلم) (۱۹۹۵)